# زبان آلانی
زبان آلانی (همچنین به عنوان آلانیایی شناخته می‌شود)، زبانی بود که توسط آلان‌ها از حدود سده اول تا سیزدهم میلادی صحبت می‌شد، این زبان از زبان‌های سکایی-سرمتی قدیمی‌تر ریشه گرفته بود و خود نیای زبان آسی امروزی به‌شمار می‌رود. نویسندگان یونانی بیزانسی تنها بخش‌های کوچکی از این زبان را ثبت کرده‌اند. آلان‌هایی که در دوره مهاجرت به سمت غرب حرکت کردند، زبان خود را در سال ۴۰۹ میلادی به ایبری و مغرب بردند، اما پس از مدتی توسط ویزیگوت‌های مهاجم و امپراتوری بیزانس آواره شدند.
به گفته ماگومت عیسایف، کتیبه زلنچوک و سایر داده‌های تاریخی دلیلی بر این فرض هستند که در قرون ۱۰ تا ۱۳، آلان‌ها زبان نوشتاری منحصر به فرد خود را بر اساس الفبای یونانی داشتند. با این حال، وقایع تاریخی بعدی منجر به از بین رفتن این سنت نوشتاری شد. پس از آنکه مغول‌ها در سال ۱۲۴۰ میلادی دولت آلان‌ها را در شمال قفقاز نابود کردند، برخی از آلان‌ها به کوه‌های قفقاز عقب‌نشینی کردند و با جمعیت بومی درآمیختند و آسی‌های امروزی را تشکیل دادند.
در زبان آسی برخلاف سکایی پونتی تکامل صدای /d/ نیاسکایی به /δ/ و سپس /l/ یافت نمی‌شود، اگرچه در ابتدای واژگان این زبان صدای /d/ به /δ/ تکامل یافته است.